# Lisle-en-Barrois
Lisle-en-Barrois è un comune francese di 34 abitanti situato nel dipartimento della Mosa nella regione del Grand Est.

## Storia
Il 23 ottobre 2008 un elicottero italiano  Sikorsky HH-3F partito da Digione e diretto a Florennes in Belgio per la Tactical Leadership Programme, è precipitato tra Lisle-en-Barrois e Vaubecourt, provocando la morte dell'intero equipaggio, composto da otto uomini.
Una stele è stata eretta alla memoria dei militari morti nell'incidente, nella località les Merchines.

## Società

### Evoluzione demografica
Abitanti censiti